# Герб на Габон
Гербът на Габон е национален и държавен символ на страната. Разработен е от швейцарския хералдист и вексилолог Луи Мюлеман, който е един от учредителите на FIAV, а също така е проектирал и предишния герб на Конго. Гербът се използва официално от 15 юли 1963.

## Символика
Пантерите, изобразени на герба, символизират бдителност и храбростта на президента, който защитава нацията. Безантите (златните дискове) в центъра на щита символизират богатството на страната – полезните ѝ изкопаеми. Корабът в долната част на герба, представят Габон, който се движи към светлото бъдеще. Дървото на върха на щита символизира търговията с дървесина.
Гербът има две девизни ленти 2 различни езика. На лентата в долната част на щита пише на френски: UNION, TRAVAIL, JUSTICE (Съюз, Труд, Правосъдие). Втората лента, която се намира под клоните на дървото, има надпис на латински: UNITI PROGREDIEMUR (Движим се заедно напред).